# Быстролётов, Дмитрий Александрович
Дми́трий Алекса́ндрович Быстролётов (4 января 1901, Таврическая губерния — 3 мая 1975, Москва) — советский разведчик-нелегал, переводчик, врач, писатель. Нелегальная деятельность Быстролётова на Западе длилась 12 лет, с 1924 по 1936 год, и он, по оценке СВР РФ, стал одним из самых результативных агентов.

## Биография

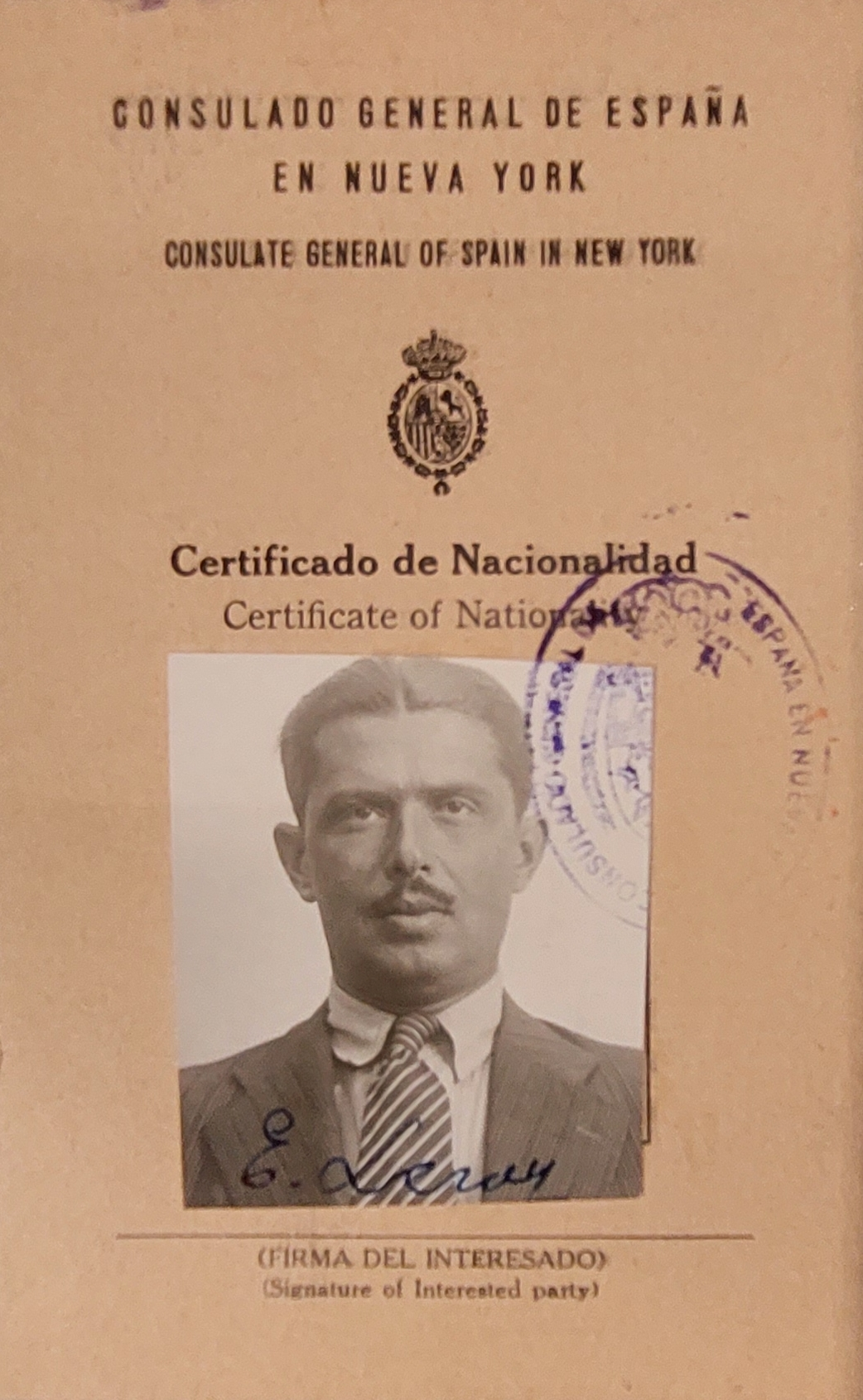
Свидетельство о гражданстве Испании на имя Eugenio Leroy. Принадлежало Д. А. Быстролётову. Выдано Генкосульством Испании в Нью-Йорке в 1932 году.

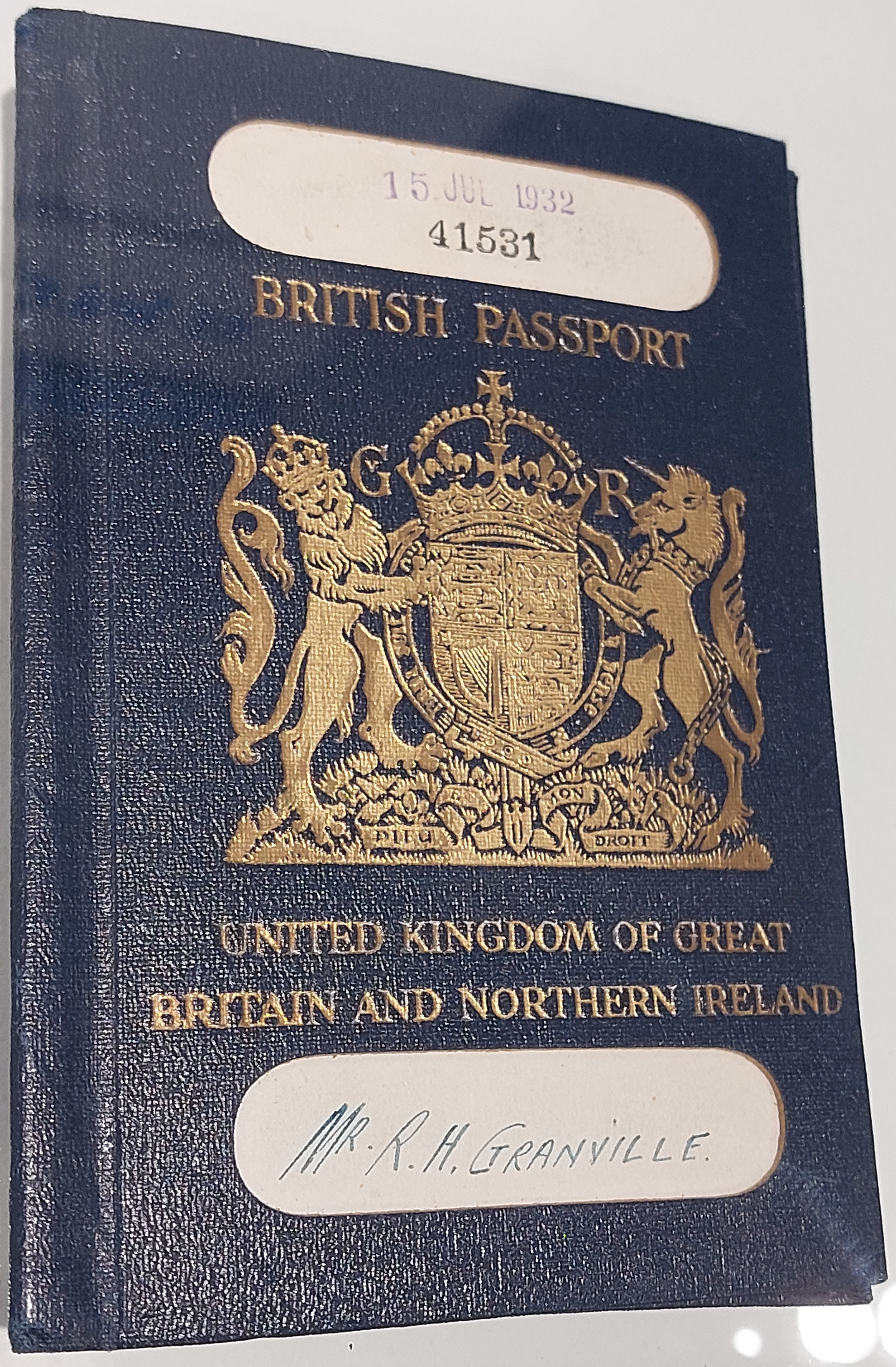
Паспорт гражданина Великобритании на имя Robert Hubner Granville. Получен Д. А. Быстролётовым в 1932 году. Подписан лично министром иностранных дел Великобритании. Использовался для наиболее ответственных поездок.

Родился 3 января 1901 года в деревне Ак-Чора Перекопского уезда Таврической губернии. По собственным его заверениям, Дмитрий Александрович — внебрачный сын графа Александра Николаевича Толстого. По другой версии — его отец Роман Александрович Скирмунт (Быстролётов родился в поместье брата Скирмунта в Крыму). Мать Дмитрия Александровича — личная почётная гражданка Клавдия Дмитриевна Быстролётова. Дмитрий с рождения носил фамилию матери.
Распространенная версия биографии Быстролетова сильно мифологизирована, к чему приложил руку он сам, а также толкователи его автобиографических повестей. Значительная часть фактов его биографии на самом деле не являются таковыми — это либо выдуманные, либо искаженные сведения. Вышедшая в 2021 году подробная биография «Вербовщик. Подлинная история легендарного нелегала Быстролетова» за авторством Ивана Просветова содержит множество опубликованных впервые архивных документов, которые не подтверждают или опровергают устоявшуюся версию истории.
Особенно мифологизироваными оказались сведения о периоде до его начала работы на советскую разведку. В частности, его отцом, по всей вероятности, был потомок обедневшей московской ветви Толстых, графский титул он так и не получил, в морском кадетском корпусе не учился, в десантных операциях не участвовал, революцию первоначально не принял, даже после бегства в Константинополь продолжал служить на белом флоте, дважды дезертировал с красного флота, марксизмом увлекся в годы учёбы в Праге на юридическом факультете, который так и не закончил. Но результативность работы Дмитрия Быстролетова в нелегальной разведке действительно была исключительно высока.
Если брать распространенную версию биографии, то сведения о Быстролетове таковы: с 1904 по 1913 год он якобы жил и воспитывался в Петербурге, в семье Елизаветы Робертовны де Корваль. В 1913—1917 годах обучался в гардемаринских классах (Севастополь). Ещё в ранней юности увлёкся марксизмом, что во многом и определило его дальнейшую судьбу. В 1915—1917 годах Дмитрий Быстролетов обучался в Севастопольском морском кадетском корпусе; в составе Второго флотского экипажа Черноморского флота он принимал участие в десантных операциях против Турции. Дмитрий Быстролётов был официально узаконен и получил графский титул 2 ноября 1917 года — за пять дней до Октябрьской социалистической революции в Петрограде. На тот момент Дмитрий Толстой-Быстролётов проживал в Кубанской области, в городе Анапа. Кубанская Краевая Рада не признала Октябрьскую революцию, подтвердила верность Антанте и поддержала Белое движение. В 1918 г. гимназист Быстролётов написал акварель «Штурм Ризе», посвящённую героическому эпизоду Первой мировой войны.
В 1919 году окончил выпускные классы классической гимназии и выпускные классы Мореходной школы в городе Анапа. Вскоре был зачислен вольноопределяющимся матросом во флот белой Добровольческой армии: ходил на судах «Рион» и «Константин», на последнем в 1919 году был вывезен в Западную Турцию. За рубежом служил матросом на судах различных пароходных компаний.
Осенью 1920 года организовал бунт на парусно-моторной шхуне «Преподобный Сергий». После занятия Крыма войсками РККА привёл шхуну в Евпаторию, где и поступил на службу в местную ЧК (на самом деле шхуна шла в Крым с грузом для белой армии и не успела до её эвакуации; несколько членов экипажа остались в Евпатории, остальным удалось бежать на той же шхуне спустя некоторое время). Шхуна «Преподобный Сергий» была переименована, получив парадоксальное имя «Преподобный Троцкий». Из Одессы в Болгарию шхуна вышла, имея на борту двух чекистов-разведчиков. Быстролётов принял участие в этой неудачной операции (ещё одна биографическая мистификация?). Шхуна попала в ледяной плен и едва не затонула. Морякам и пассажирам удалось спастись.

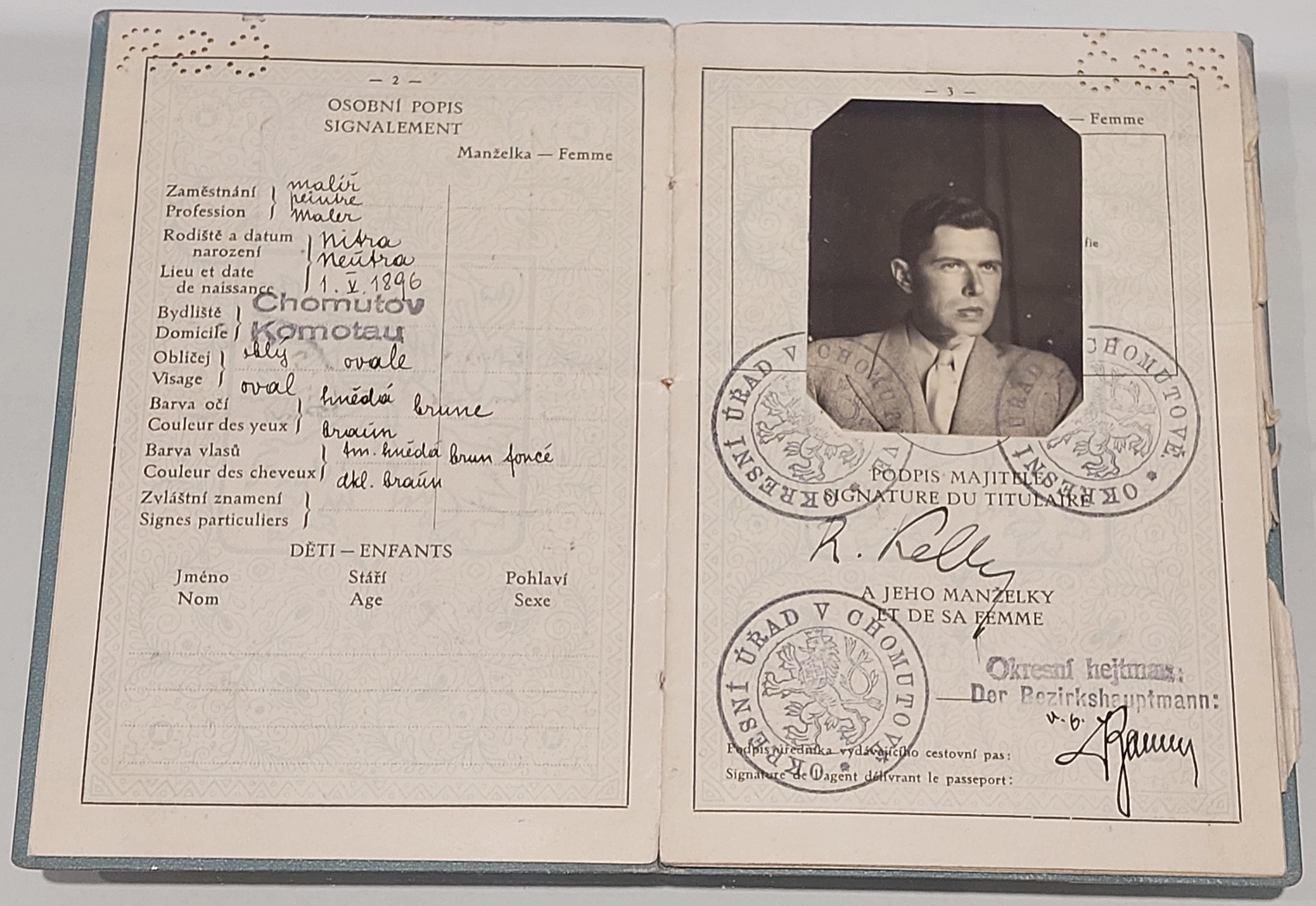
Фальшивый паспорт гражданина Чехословакии на имя Robert Kelly. Изготовлен службой документирования ИНО для Д. А. Быстролётова в 1933 году на фиктивные данные

В 1921 году нелегально покинул Россию (бежал после демобилизации с Красного Флота, где служил пару месяцев после увольнения из ЧК) и вновь очутился в Турции. В 1922 году окончил с отличием выпускной класс колледжа для европейцев-христиан в Константинополе (на самом деле — ради получения аттестата зрелости сдал выпускные экзамены в гимназии для эмигрантов в том же 1921 году). В марте приехал в Чехословакию, принят на факультет правоведения Университета имени Яна Амоса Коменского в Братиславе. В мае 1922 года перевёлся на юридический факультет Карлова университета (Прага). После этого с целью выяснения ситуации на родине после гражданской войны побывал в РСФСР, выдав себя за репатрианта и прослужив некоторое время в Севастополе в отряде тральщиков. Осенью 1922 года снова бежал из Крыма и в ноябре начал обучение на юридическом факультете в Праге. Окончил университет в 1927 году с дипломом «Специалист по мировой торговле нефтью» (на самом деле был отчислен из университета в конце 1925 года?). В марте 1928 года защитил диссертацию «Основные проблемы права в освещении исторического и диалектического материализма», присвоена учёная степень доктора права (ещё одна мистификация?).

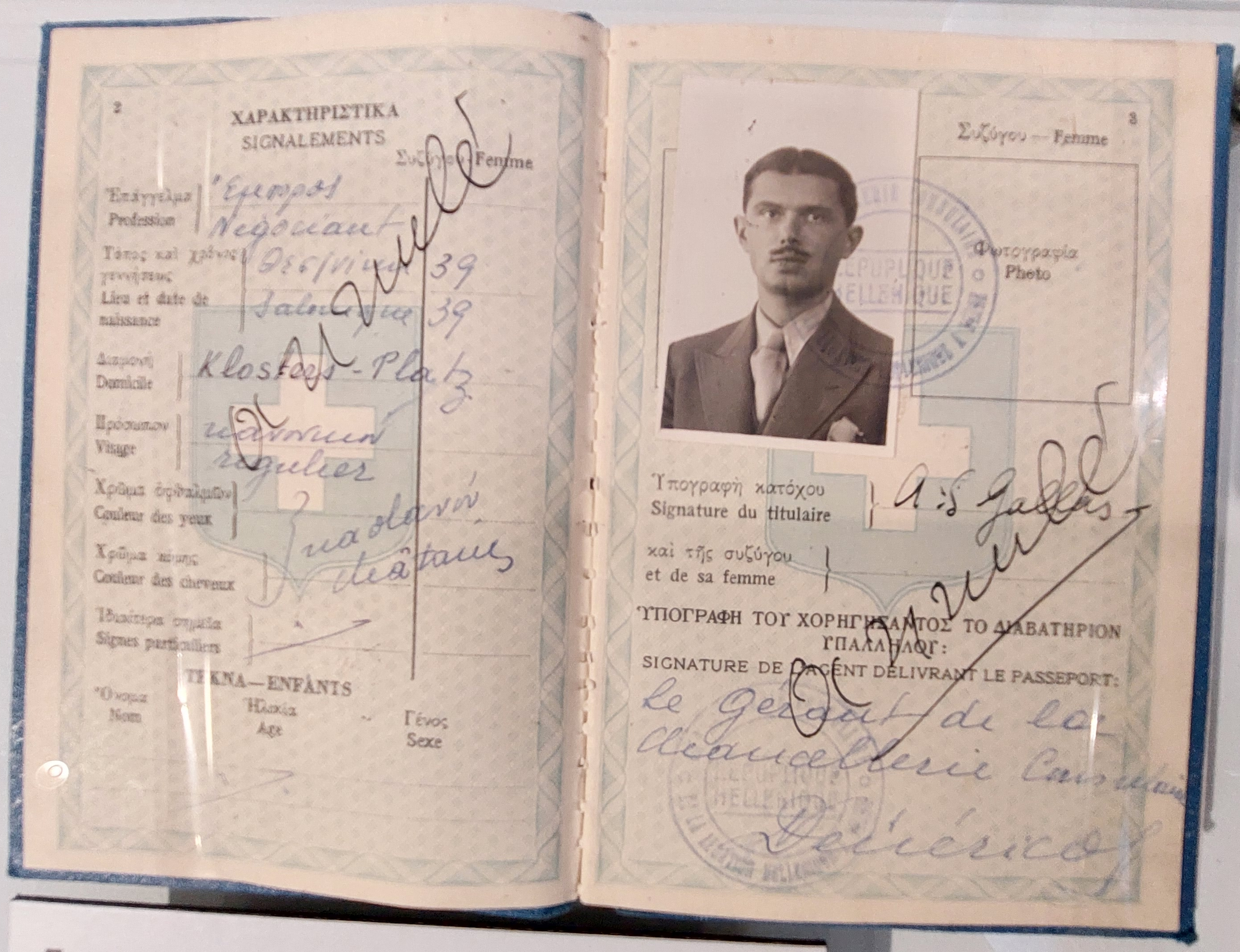
Паспорт гражданина Греции Д. А. Быстролётова на имя Alexandras Gallas, полученный в 1934 году по официальным каналам на фиктивные данные. Использовался для поездок по Европе

В 1923 году был принят на работу в советское торгпредство в Праге и получил гражданство CССР. В 1924 году резидентура ОГПУ привлекла его как агента к работе по разложению эмиграции. Участник 1-го Всесоюзного Съезда пролетарского студенчества (апрель 1925 года, Москва). Представитель «Союза студентов, граждан СССР, в Чехословакии». В Москве встретился с начальником Контрразведывательного отдела ОГПУ А. Х Артузовым и помощником начальника Иностранного отдела ОГПУ М. С. Горбом, которые разрешили резиденту ИНО в Чехословакии привлекать Быстролётова к разведывательной работе. Помимо основной работы в торгпредстве, занимался технической, экономической и политической разведкой, в том числе вербовкой агентурных источников.
В 1927 году, как пользовавшийся успехом у женщин, удачно осуществил разработку 29-летней секретарши-француженки, которая имела доступ к переписке и шифрам своего МИД (она стала агентом «Ларош» (Laroche), в 1928 году ИНО ОГПУ получил от неё доклады и шифры французского посла в Праге).
В конце 1929 года получил направление на учёбу в Московский научно-исследовательский институт Монополии внешней торговли при Наркомторге СССР, но отъезд в Москву не состоялся. По предложению резидента в Берлине он перешёл на работу нелегалом. С февраля 1930 года — штатный сотрудник ИНО ОГПУ, до 1937 года работал на нелегальном положении в государствах Европы, Азии, Африки, Северной и Южной Америки в качестве нелегала-вербовщика и руководителя группы нелегалов под псевдонимом «Андрей» (в действительности занимался разведкой только в пределах Европы, его поездка в Алжир была связана с маскировкой своей работы, путешествие по Бельгийскому Конго — мистификация?; в Северной и Южной Америке он не был, а поддельные паспорта, удостоверяющие гражданство США и латиноамериканское происхождение, служили для исполнения определённых ролей в Европе). Он объездил многие государства на разных континентах, жил среди туарегов в Сахаре, среди пигмеев в Экваториальной Африке, в среде аристократов Англии, Франции и Италии, промышленников и банкиров Германии, США и Голландии.
Известно, что в 1930 году Быстролётов был направлен на нелегальную работу в Германию. Здесь он подключился к изучению сотрудника МИД Великобритании «Арно», который занимался разработкой шифров. В течение трёх лет работы от британца были получены шифры и коды, еженедельные сборники шифротелеграмм внешнеполитического ведомства Великобритании, другие секретные документы. Эта работа молодого разведчика получила высокую оценку руководства. Приказом ОГПУ от 17 сентября 1932 года он был награждён боевым оружием с надписью: «За беспощадную борьбу с контрреволюцией от Коллегии ОГПУ»
Задания Быстролётову давали непосредственно руководители ИНО (в том числе А. Х. Артузов), действуя через легальных и нелегальных резидентов (Н. Г. Самсонова, Б. Я. Базарова, Т. С. Малли, И. С. Рейсса-Порецкого и других). Обеспечил руководство СССР дипломатическими шифрами и кодами Англии, Германии, Франции, Италии, Финляндии, Турции. Организовал получение из Государственного департамента США секретной информации. Имел доступ к личной переписке Гитлера и Муссолини. Достал для СССР ряд новейших технологий и образцов вооружения.
В 1935 году окончил медицинский факультет Цюрихского университета (под чужой фамилией и с фальшивыми документами), в 1936 году защитил диссертацию по гинекологии (присвоена учёная степень доктора медицины). Учился в Академиях искусств Парижа и Берлина, в 1937 году был принят в Союз художников СССР.
В конце 1936 года возвратился в Москву, работал в центральном аппарате ИНО, в феврале 1938 года переведён из ГУГБ НКВД заведующим бюро переводов Всесоюзной торговой палаты.

### Заключение
17 сентября 1938 года был арестован; 8 мая 1939 года Военная коллегия Верховного Суда Союза ССР приговорила его по статье 58 ч. 6, 7, 8 УК РСФСР к заключению в исправительно-трудовом лагере сроком на двадцать лет, с поражением в политических правах на пять лет и с конфискацией личного имущества.
В 1939—1940 годах отбывал заключение в Норильлаге, в 1940—1941 годах — в Мариинске (Сиблаг), до 1947 года — в Суслово (Сиблаг).
В январе 1948 года, по указанию министра государственной безопасности СССР В. С. Абакумова, был доставлен в Москву.
До 1951 года отбывал заключение в одиночной камере Сухановской особо-режимной тюрьмы. В 1951 году направлен в спецлагеря: до 1952 года находился в Озёрлаге (строительство БАМа), далее — в Камышлаге (строительство нефтеперегонного завода в Омске). В 1954 году после инсульта освобождён («актирован»).

### После освобождения

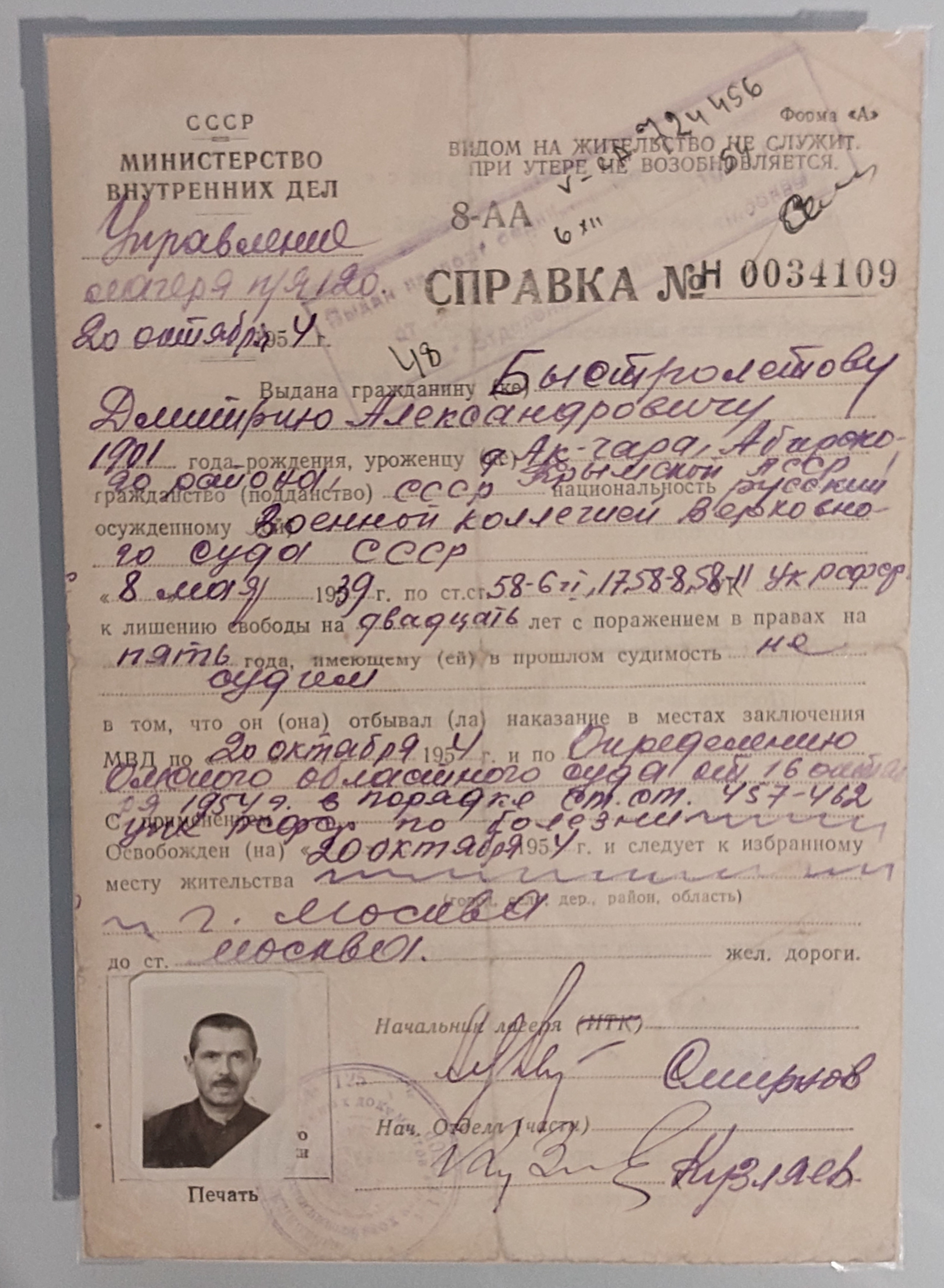
Справка, выданная Д. А. Быстролётову Управлением лагеря п/я 120 об освобождении из заключения. 20 октября 1954

В 1956 году за отсутствием состава преступления реабилитирован.
С 1957 по 1975 год жил в Москве по адресу Ломоносовский проспект, 18. При знании 22 иностранных языков работал языковым редактором во Всесоюзном НИИ медицинской и медико-технической информации Министерства здравоохранения СССР, работал над литературным произведением «Пир бессмертных» в 17 книгах, завершённым незадолго до смерти автора.
Умер 3 мая 1975 года, похоронен в Москве на Хованском кладбище, участок 120.

## Семья
Был женат на чешке Милене Шелматовой, которая в 1935 г. перешла в советское гражданство. Жена покончила с собой в 1942 г., вскоре после ареста мужа. Детей в браке не было.
После освобождения из заключения женился на Анне Михайловне Ивановой и удочерил её дочь (в браке Милашова).

## Награды
Приказом ОГПУ 17 сентября 1932 года был награждён боевым оружием с надписью: «За беспощадную борьбу с контрреволюцией от Коллегии ОГПУ».
Знак «Почётный работник ВЧК-ОГПУ (XV)».

## Значение
«Архивные материалы об оперативной деятельности легендарного советского разведчика Дмитрия Быстролётова никогда не станут достоянием общественности, так как до сих пор содержат данные высочайшей секретности», сообщил РИА Новости 09.03.2011 руководитель пресс-бюро Службы внешней разведки (СВР) РФ Сергей Иванов. Он также сказал: «Без сомнения, Быстролётов является самой заметной фигурой в славной плеяде разведчиков страны. Он пришёл в разведку в начале 1920-х годов прошлого века и в течение нескольких лет стал одним из лучших сотрудников иностранного отдела (ИНО) ОГПУ». «Ему удалось проникнуть в тайны МИДа Великобритании, добыть секретные шифры и коды Австрии, Германии, Италии, а высочайший уровень его контактов среди иностранных чиновников превосходил все границы», — отметил собеседник агентства. — «Именно поэтому многие архивные документы о деятельности Быстролётова до сих пор являются бесценными для отечественной разведки».

## Память
В музеях России открыты экспозиции, посвящённые Д. А. Быстролётову:
- музей КГБ СССР «Чекистский зал», город Москва
- Краеведческий музей, город Анапа
- Международный музей разведки, Вашингтон, США
- Музей истории политической полиции, город Санкт-Петербург
- В Симферополе открыт памятник советскому разведчику из Крыма
- Улица и сквер в Симферополе в микрорайоне Петровские высоты[24]

## Афоризмы Дмитрия Быстролётова
Бюрократ — это кормушечник, и неосталинизм — это его кормушечная идеология.

Все отрицательные явления сталинизма можно легко вернуть, но положительные — никогда.

## Произведения
- Д. Быстролётов, «История одного путешествия». Журнал «Азия и Африка сегодня», 1963 год.
- Д. Быстролётов, В. Журавлёв, «Человек в штатском», газета «Днепр вечерний», Днепропетровск, 1973 год.
- Д. Быстролётов, «Para bellum», журнал «Наш Современник», Москва, 1974 год.
- Д. Быстролётов, «В старой Африке», издательство «Советская Россия», Москва, 1976 год.
- Пир бессмертных. — Кн. 5 «Путешествие на край ночи». / Публ. Милашов С. С. — М., 1991. — (Б-ка журн. «Пограничник»; № 3 (154), 1991). — 96 с.
- Пир бессмертных. — Кн. 9 «Человечность». / Публ. Милашов С. С. — М., 1991. — (Б-ка журн. «Пограничник»; № 4 (155), 1991). — 96 с.
- Быстролётов Д.А. Пир бессмертных. — М.: Граница, 1993. — 368 с. — 50 000 экз. — ISBN 5-86436-013-9.
- Пир бессмертных. — в 3-х томах. — © С. С. Милашов. — М., 1993.
  - Том 1: кн. 1—5 («Залог бессмертия», «Превращения», «Пучина», «Путешествие на край ночи»). — 588 с.
  - Том 2: кн. 6—9 («Шёлковая нить», «Молодость в клетке», «Испытание одиночеством», «Записки из живого дома») — 678 с.
  - Том 3: кн. 10—11 («Человечность», «Трудный путь в бессмертие») — 448 с.
- Пир бессмертных. // сборник «Путешествие на край ночи», © С. С. Милашов, 1996. — М.: Современник, 1996. — 590 с.
- Пир бессмертных. — в 7-х томах. — © С. С. Милашов. — М., издательство «Крафт+», 2012 год.

## В кино
- Некоторые факты биографии Быстролётова легли в основу художественного фильма режиссёра В. Журавлёва «Человек в штатском», Мосфильм, 1973 г. Сам Быстролетов сыграл в фильме роль ректора. В титрах этого фильма Д. Быстролётов указан как один из авторов сценария.
- «Вербовщик» — двухсерийный фильм в жанре докудрамы из цикла «Поединки», 2011 г.; реж. Валерий Николаев.